# Kostel svatého Sarkise (Londýn)
Kostel sv. Sarkise (arménsky: Սուրբ Սարգիս եկեղեցի) je svatyní arménské apoštolské církve a památka II. stupně ochrany v londýnském Kensingtonu. Byl postaven v letech 1922–1923 Caloustem Gulbenkianem jako památník jeho rodičů. Architektem byl Arthur Jospeh Davis, jenž se specializoval zejména na interiéry (londýnský hotel Ritz, banky, zámořské lodě, např. Aquitania nebo Queen Mary ad.). Je to jediný kostel v Anglii, který byl postaven v tradičním arménském stylu. Jeho design je inspirován volně stojící zvonicí kláštera Haghpat ze 13. století. Je sídlem diecéze Arménské apoštolské církve Spojeného království.

## Dějiny

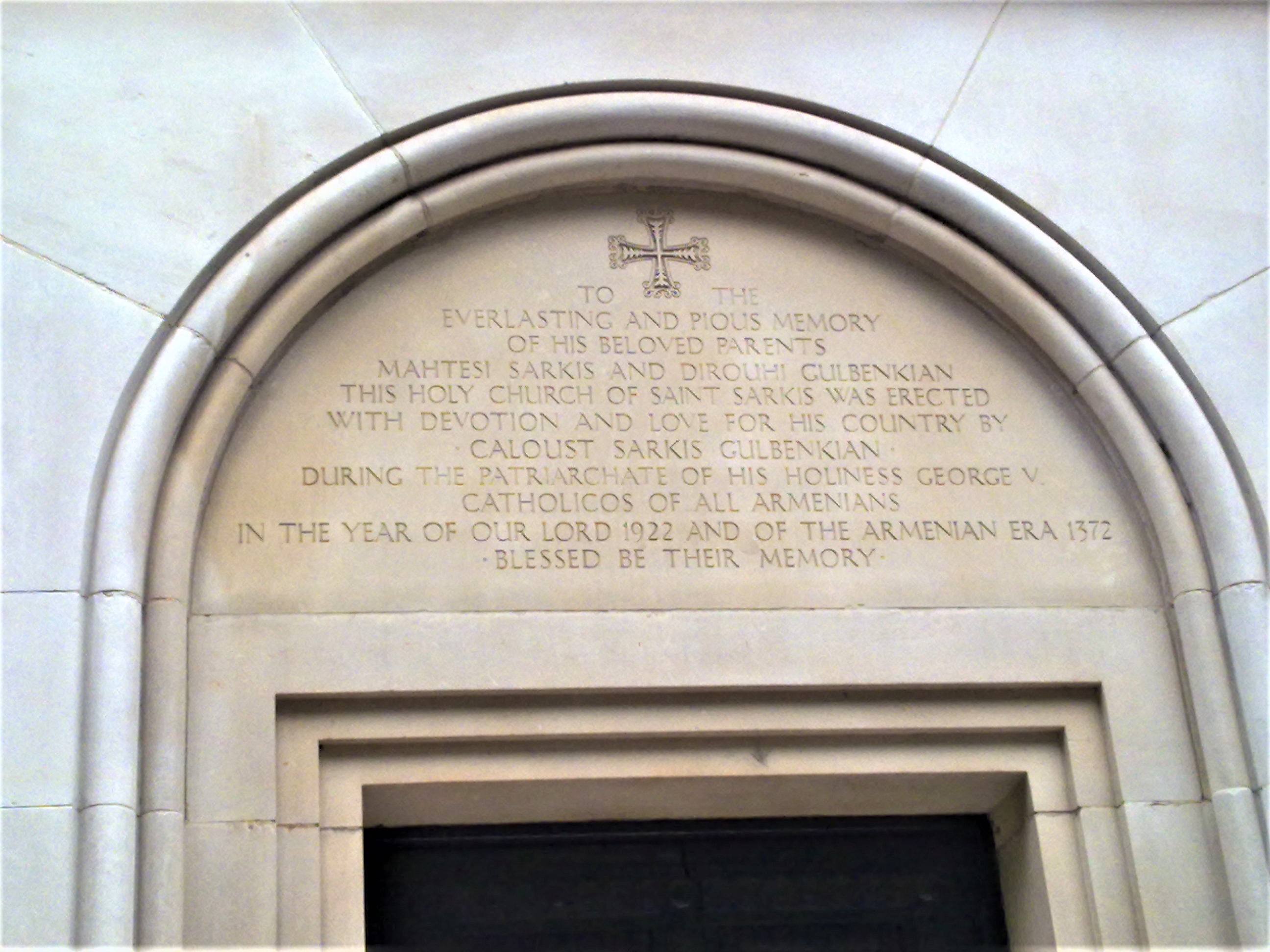
Nápis s dedikací nad portálem kostela

Růst arménské komunity v Londýně, která se dříve soustředila v Manchesteru, vedl k potřebě vlastního kostela. Komunita pod vedením duchovního Dr. Abela Abrahamiana zakoupila pozemek. Stavbu kostela financoval Calouste Gulbenkian, arménský ropný magnát narozený v Osmanské říši. S financováním stavby souhlasil s podmínkou, že kostel bude věnován památce jeho otce Sarkise a matky Takouhi. Otec nesl jméno jednoho z nejslavnějších arménských svatých – svatého Sarkise válečníka, jemuž byl kostel zasvěcen. Podobu kostela navrhl Arthur Joseph Davis a postavila ho londýnská společnost Holloway Brothers. Stavba začala v únoru 1922 a vysvěcení kostela proběhlo 11. ledna 1923. Kostel byl dvakrát rozšířen; nejprve v roce 1937 byla na severní straně přistavěna křtitelnice s novým vchodem a v roce 1950 byla na jihovýchodní straně přistavěna sakristie.
V říjnu 1952 navštívil u příležitosti 1500. výročí bitvy u Avarajru kostel canterburský arcibiskup Geoffrey Fisher. Patriarcha arménské církve Vazgen I. navštívil kostel v letech 1978 a 1983.

## Architektura
Kostel navazuje na tradiční arménskou církevní architekturu. Byl postaven jako stupňovitá kaple po vzoru samostatně stojící zvonice kláštera Haghpat postavené v roce 1245. Horní část tvoří sedmiboká otevřená zvonice s oblouky, masivními hlavicemi a kuželovitou střechou s křížem na vrcholu. Střední část je rovněž osmiúhelná, s hlavními štíty obsahujícími párová oblouková okna mezi nízkými kolonkami a drobnými kruhovými okénky ve vrcholech. Střechy jsou z pruhovaného tesaného kamene.
Kostel byl postaven z portlandského kamene a má půdorys řeckého kříže. Časopis The Economist ho v roce 1965 nazval „exotickou východní stavbou“.
Nad portálem je anglický nápis zaznamenávající jeho věnování Gulbenkianovým rodičům roku 1923, „v arménské éře 1372“ za patriarchátu Jeho Svatosti Georgia V. Oltářní obraz obsahuje obraz Panny Marie s dítětem se zlacenou reliéfní řezbou andělů ve štítu od Cechu užitého umění v Bromsgrove. Uvnitř kostela jsou sochy členů rodiny Gulbenkianů. 

## Vybavení kostela
Před křtitelnicí je mramorový reliéf holubice sestupující jako Duch svatý. Bohatě zdobený lustr z černého a pozlaceného kovu s napodobeninami svíček pochází od francouzské firmy Bagu's. Oltář je z alabastru a mramoru, vykládaný onyxem a lapisem lazuli, s pozlacenými hlavicemi sloupků a vyobrazením Panny Marie s dítětem. Ve je vyobrazeno zářící slunce a vyřezaní zlacení andělé. Kostel je vybaven řadou dekorativních radiátorů a dveří s koženým potahem.